# Sjimon bar Kochba

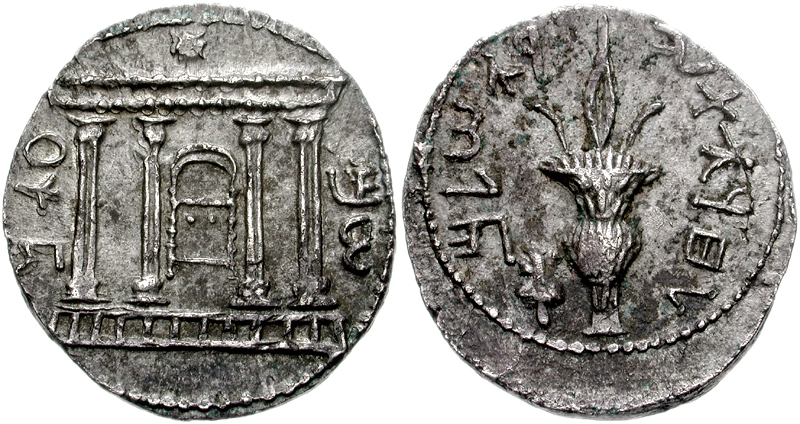
Munt van Bar Kochba: de Tempel met daarboven een ster

Sjimon bar Kochba (Hebreeuws: שמעון בר כוכבא) of Simon bar Kochba was een Joodse verzetsleider. Hij leidde de naar hem vernoemde Bar Kochba-opstand tegen het Romeinse Rijk en zijn keizer Hadrianus in de jaren 132 tot 136. Door sommige Joden werd hij tijdens de opstand gezien als de messias.

## Opstand
Volgens Cassius Dio kwam Bar Kochba in opstand nadat Hadrianus in 130 de bouw van de stad Aelia Capitolina op de puinhopen van het zestig jaar eerder, tijdens de Joodse oorlog, verwoeste Jeruzalem had gelast. In hoeverre dit de aanleiding tot de opstand was, staat te bezien; de Historia Augusta noemt als vonk in het kruitvat Hadrianus' verbod op het verminken van geslachtsorganen (een aanval op de cultus van Cybele en op de joodse besnijdenis).
Hij wist de Joodse onafhankelijkheid te verdedigen gedurende zo'n vier jaar. De begindatum, 132, lijkt vast te staan; de laatste bekende door Bar Kochba geschreven brief dateert van 6 november 135, maar Hadrianus nam pas in de loop van 136 de eretitel "imperator" aan, die pas werd aanvaard na een overwinning.
Quintus Tineius Rufus, die bij het uitbreken van de opstand gouverneur van Judea was, slaagde er niet in Bar Kochba's opstand een halt toe te roepen. Zijn opvolger Sextus Julius Severus maakte met de Romeinse legioenen XXII Deiotariana (tijdens de strijd vernietigd), II Traiana, VI Ferrata en X Fretensis na een zeer bloedige strijd echter een einde aan Bar Kochba's staat. Bar Kochba zelf werd in zijn laatste bolwerk, het fort van Betar, het huidige Battir bezuiden Jeruzalem, samen met alle andere verdedigers gedood. De oude naam Provincia Iudaea werd gewijzigd in Syria-Palaestina. De joodse bevolking concentreerde zich nadien in Galilea.

## Messianologie
De naam Bar Kochba komt uit het Aramees en betekent "Zoon van de Ster". Volgens de Joodse overlevering kreeg Bar Kochba de naam van rabbi Akiva, die van mening was dat Bar Kochba de lang verwachte messias zou zijn. Akiva verwees met de naam naar Numeri 24:17 (Een ster komt op uit Jakob); vandaar ook de ster op Bar Kochba's munten. Ook verwees hij naar de Mensenzoon uit het boek Daniël. Vermoedelijk luidde de oorspronkelijke naam van de Joodse leider Bar Kosiba, zoals uit brieven blijkt die in de woestijn van Judea zijn gevonden.
Akiva's messianologie werd door latere generaties joden pijnlijk gevonden - niet alleen omdat hij zich had vergist, maar ook omdat hij, met zijn identificatie van de Mensenzoon met de messias dicht in de buurt van de christelijke opvatting over de Messias was gekomen. Na het mislukken van de opstand noemde de rabbijnse literatuur hem Bar Kozba, "Zoon van de leugens".
Een belangrijke consequentie van Bar Kochba's messianisme was het definitieve schisma tussen het rabbijnse jodendom en het christendom. Tot deze tijd waren er christenen geweest die de Wet van Mozes onderhielden; volgens de kerkhistoricus Eusebius van Caesarea kwam aan deze groepering nu een einde. De christelijke auteur Justinus de Martelaar, een tijdgenoot van Bar Kochba, vermeldt dat Bar Kochba aanhangers van de concurrerende messias ter dood heeft laten brengen.

## Archeologie
In de grotten van de vallei van Wadi Murabba'at, waar de rebellen van Simon zich tijdens de opstand schuilhielden zijn in 1952 brieven gevonden die door sommigen worden toegeschreven aan Bar Kochba. Daarbij werden ook enkele Bijbelse handschriften gevonden, die tot de Dode Zee-rollen gerekend worden. 
Aan het begin van de eenentwintigste eeuw zijn in de nabijgelegen Nahal Arugot enkele tekstfragmenten van Leviticus aangetroffen uit de tijd van Bar Kochba.

### Eerdere twijfel en later onderzoek
De originaliteit van de brief van Ben Koseba als Bar Kochba wordt door wetenschappers in twijfel getrokken, met name ten aanzien van de identificatie van Ben/bar Koseba met Bar Kochba. Prof. Solomon Zeitlin beweert stellig dat de Bar Kochbabrieven niet geschreven kunnen zijn door Simon ben Kosiba zelf, aangezien zo'n belangrijke Joodse leider de spelling beter had moeten kennen dan de schrijver van deze brieven. Ook zegt hij dat de bij deze brief gevonden Dode Zee-rollen dateren uit de tijd van de Middeleeuwen, maar later onderzoek weerlegt Zeitlins vermoeden.  Het materiaal is inmiddels gedateerd als stammend uit het begin van de jaartelling.
Betar zelf is tweemaal onderzocht. De eerste keer gebeurde dit door Yigael Yadin, die meende de belegeringsdam te herkennen die de Romeinen hadden gebruikt om het fort te bestormen. David Ussishkin onderzocht de plaats in de jaren negentig, en stelde vast dat de belegeringsdam niets anders was dan een recente scheiding tussen twee akkers. Hij bewees ook dat het fort met een eenvoudige stormloop was gevallen.